# Arrhopalites whitesidei
Arrhopalites whitesidei är en urinsektsart som beskrevs av Arthur P. Jacot 1938. Arrhopalites whitesidei ingår i släktet Arrhopalites och familjen Arrhopalitidae. Inga underarter finns listade i Catalogue of Life.